# Test d'àcid nucleic
Per test d'àcid nucleic (NAT) és una tècnica que s'utilitza per detectar una seqüència àcid nucleic particular i, per tant, normalment per detectar i identificar una determinada espècie o subespècie d'organisme, sovint un virus o bacteris que actua com a patogen a sang,  teixit, orina, etc. Els NAT difereixen altres proves en què detecten materials genètics (ARN o ADN) en lloc de antigen o anticossos. La detecció de materials genètics permet un diagnòstic precoç d'una malaltia perquè la detecció d'antígens i / o anticossos requereix temps perquè comencin a aparèixer al torrent sanguini. Com que la quantitat d'un determinat material genètic sol ser molt petita, molts NAT inclouen un pas que amplifica el material genètic, és a dir, en fa moltes còpies. Aquests NAT s'anomenen proves d'amplificació d'àcid nucleic (NAATs). Hi ha diverses formes d'amplificació, incloent reacció en cadena de la polimerasa (PCR), assaig de desplaçament de cadena (SDA) o  assaig mediat per transcripció (TMA).
Aquestes tècniques tenen diversos usos:
1. Detecció de la possible presència de virus, com el VIH, el VHB, el VHC a la sang
2. Test d'ADN, a les investigacions de la Policia Científica, amb què es compara l'ADN trobat al lloc d'un delicte amb el del presumpte delinqüent.

La reacció en cadena de la polimerasa pertany a aquest conjunt de tècniques.

## Història
El test va ser desenvolupat es va definir com "una tecnologia que es pot utilitzar per a l'amplificació contínua d'àcids nucleics ".Amb aquest conjunt de tècniques de laboratori, de biologia molecular, és possible multiplicar (amplificar) fins i tot fragments extremadament petits de material genètic (ADN o ARN) de tal manera. per poder-lo identificar i quantificar.
A continuació, s'han fet investigacions sobre les urècies. El 2013, el grup de Seelig va publicar un article sobre sondes fluorescents moleculars que també utilitza la reacció d'intercanvi de mans. Això va permetre la detecció òptica de l'orientació i SNP correctes. També van aconseguir la detecció de SNPs en mostres derivades d'E.Coli.
El 2015, el grup de David va assolir una selectivitat extremadament alta (1.000+) de variants d'un sol nucleòtid (SNVs) introduint el sistema anomenat "composicions competitives".

## Aplicacions
- Diagnòstic de les infeccions gonocòciques: l'amplificació de seqüències específiques d'ADN o d'ARN de N. per a la detecció de la gonorrea.[7]
- Diagnòstic d'infeccions urogenitals de C. trachomatis[8]
- Detecció de Mycobacterium tuberculosis[9]
- Detecció de l'ARN del VIH[10]
- Detecció de coronavirus zoonòtics[11]